# Bubavec
Bubavec / Bobovac (cyr. Бобовац) – wieś w Kosowie, w regionie Prizren, w gminie Malishevë/Mališevo. W 2011 roku liczyła 1753 mieszkańców. 